# Directo Bogotá
Directo Bogotá  es una revista perteneciente a la Pontificia Universidad Javeriana de Bogotá, Colombia fue lanzada en agosto del año 2002 por la Facultad de Comunicación Social y Lenguaje y su primera publicación fue difundida en octubre del mismo año. La principal intención de este medio es brindar un espacio a los estudiantes de la institución para realizar publicaciones de diferentes índoles periodísticas como entrevistas, fotorreportajes, crónicas y demás artículos con fines informativos.
La revista cuenta con una versión impresa la cual se publica dos veces por semestre desde su inauguración y con una versión web, lanzada en el año 2015, la cual se actualiza constantemente con los trabajos elaborados por los estudiantes pertenecientes a las asignaturas del énfasis de periodismo  y las pasantias o colaboratorios de los otros énfasis. En el año 2017 un nuevo diseño más visual, dinámico, interactivo y basado en un periodismo convergente apuesta por el formato digital con una plataforma que integra todos los lenguajes de la Web, así como los formatos clásicos del periodismo y de las nuevas narrativas digitales.
Pensando en un nuevo público que consume contenidos digitales y preocupados por las historias no contadas por los grandes medios, nos interesamos en retratar la ciudad de Bogotá desde todos los ángulos, recorriendo sus calles y parques, recogiendo las voces de la gente, pero experimentando con los lenguajes y la construcción de un nuevo periodismo multimedia en la era digital.
Las noticias, crónicas y reportajes, videos, fotografías, audios e infografías presentados en Directo Bogotá son realizadas por estudiantes de la Carrera de Comunicación Social de la Pontificia Universidad Javeriana, bajo la dirección de los profesores buscando la articulación de los distintos cursos, de esta manera el proceso de enseñanza se convierte en una experiencia que acerca el estudiante a la realidad.
El Proyecto pretende también ser un espacio de innovación docente para desarrollar el trabajo de las asignaturas de Periodismo, Fotoperiodismo, Infografía, Radio, Periodismo Audiovisual, Crónica Televisiva, Documental y Periodismo Digital de la Facultad de Comunicación y Lenguaje, de la Pontificia Universidad Javeriana, Bogotá, Colombia. De esta forma, DirectoBogotá, se convierte en una plataforma integrada de Ciberperiodismo donde el alumnado puede ejercitarse profesionalmente como periodista multimedia, además de construir nuevas narrativas interactivas periodísticas y de no-ficción, periodismo de datos y periodismo transmedia. Aquí pueden seguirse los especiales donde se experimenta con nuevos formatos y maneras novedosas de hacer periodismo desde las aulas de clase, pero siempre con la mirada puesta en la ciudad de Bogotá y el país. También vale la pena destacar los especiales cross-media/transmedia, Bogotá, un laboratorio de historias, que se construye con los alumnos de la Pasantia DirectoTransmedia, cátedra abierta a todos los alumnos de la carrera de comunicación y no sólo a los de periodismo.

## Dirección y funcionamiento
La dirección del medio está guiada por los profesores Julián Isaza y Germán Izquierdo, quienes dirigen la revista impresa y la plataforma web, respectivamente. A través de su trabajo y el de los demás profesores dedicados a la revista y la plataforma los estudiantes reciben la guía necesaria para la elaboración de los futuros artículos a ser publicados en el medio, el cual busca introducir a quienes participan en este en la vida de las instituciones tradicionales de comunicación social del país; por su parte, los estudiantes pueden participar activamente en la revista ya sea como parte del programa académico de alguna de sus clases, con el fin de realizar su pasantía, práctica e incluso de manera totalmente libre y desinteresada.

## Acuerdos y alianzas
Por otra parte, la revista cuenta con diferentes acuerdos con medios de comunicación tradicionales de Colombia y con diferentes instituciones públicas mediante las cuales puede hacer visible el trabajo realizado por quienes participan en esta. Un ejemplo de esto son un conjunto de artículos publicados en el diario El Espectador, los cuales son presentados al lector como una entrada más del medio; sin embargo, ya dentro de cada uno se puede apreciar el reconocimiento al estudiante que ha realizado este producto y a la revista, debido a que al lado del autor se realiza un nombramiento a la misma.
En cuanto a los acuerdos con instituciones públicas, Directo Bogotá se ha relacionado con la Alcaldía Mayor de Bogotá para distintos trabajos y publicaciones, un ejemplo de esto es un artículo publicado en la sección económica de la página web de la alcaldía relacionada con las plazas de mercado, donde la alcaldía realiza al final de la entrada el reconocimiento a la revista como productora de dicho contenido. Otro resultado de las alianzas y acuerdos de la revista es el libro "Memorias del agua en Bogotá: talleres de crónica", el cual apunta a realizar un trabajo de investigación sobre los humedales de Bogotá a través de distintas crónicas y reportajes, y en el cual participó el medio. Así mismo, la revista trabajó activamente, en la elaboración de la guía de turismo y aprendizaje del idioma para extranjeros de la ciudad en el año 2015. Dicha guía está dirigida a aquellas personas no hispanohablantes que se encuentran en la capital de Colombia y desean practicar el español.

## Reconocimientos
En cuanto a sus reconocimientos, la revista logró el segundo lugar del premio nacional de periodismo universitario en el año 2004, premio organizado por la fundación "Lideres en la  U" desde el año 2003.